# Сан Пјетро (Латина)
Сан Пјетро је насеље у Италији у округу Латина, региону Лацио.
Према процени из 2011. у насељу је живело 87 становника. Насеље се налази на надморској висини од 3 м.